# Santa Clara (província)

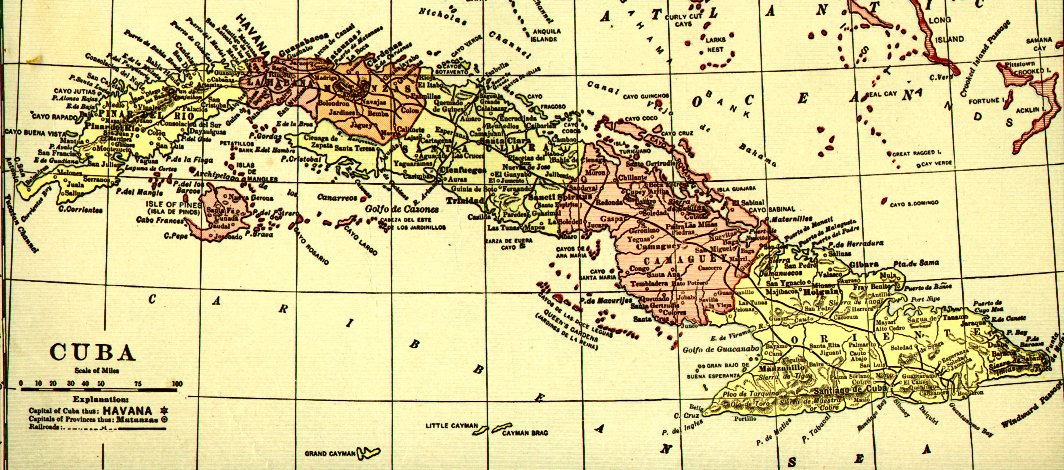
Províncias de Cuba como mostrado em um mapa de 1910

Santa Clara (também conhecida como Las Villas a partir de 1940) era uma província histórica de Cuba.  Até 1976, seu território foi o das modernas províncias cubanas de Villa Clara, Cienfuegos e Sancti Spíritus.
A província foi dividida em 1976, com um reajuste de administração, anunciado pela Lei cubana número 1.304 de 3 de julho de 1976..